# Dornbirner SV
Der Dornbirner Sportverein (aufgrund eines Namenssponsorings offiziell Emma & Eugen Dornbirner Sportverein), kurz Dornbirner SV oder einfach nur DSV, ist ein Fußballverein aus Dornbirn-Haselstauden mit den Vereinsfarben Grün-Weiß. Der größte Vereinserfolg ist der Vorarlberger Meistertitel 1973. In den Jahren 1999, 2000 und 2015 belegte der Verein zudem dreimal den zweiten Platz in der Vorarlbergliga.

## Geschichte

### Gründung und frühe Jahre
Der Verein wurde am 30. Juli 1954 als Sportverein Dornbirn in Haselstauden gegründet. 1960 folgte die Umbenennung in den heutigen Namen. In den Jahren 1955 und 1961 waren mit dem Meistertitel der ersten Klasse Unterland erste Erfolge zu verzeichnen. 1968 stieg man in die Vorarlberger Landesliga auf. Bereits fünf Jahre später gelang mit dem Aufstieg in die Regionalliga West, der zu dieser Zeit zweithöchsten österreichischen Spielklasse, der größte Erfolg in der Vereinsgeschichte. Wenige Jahre später folgte jedoch der Abstieg.

### Saison 1998/99
| Rang | Verein        | Sp | S  | U | N | Tore  | TD | P  |
| ---- | ------------- | -- | -- | - | - | ----- | -- | -- |
| 1.   | BW Feldkirch  | 26 | 14 | 8 | 4 | 50:24 | 26 | 50 |
| 2.   | Dornbirner SV | 26 | 13 | 9 | 4 | 40:19 | 21 | 48 |
| 3.   | FC Götzis     | 26 | 13 | 5 | 8 | 45:27 | 18 | 44 |
| 4.   | FC Höchst     | 26 | 12 | 6 | 8 | 38:31 | 07 | 42 |
| …    |               |    |    |   |   |       |    |    |

Ab Ende der 1990er Jahre hatte der Dornbirner Sportverein unter dem Ehrenspielführer und damaligen Trainer Gerhard Maier in der viertklassigen Vorarlbergliga eine erfolgreiche Periode. In der Saison 1998/99 absolvierte der Dornbirner SV eine starke Rückrunde, nachdem im Herbst bereits der dritte Zwischenrang erreicht worden war. Der Verein verpasste die Meisterschaft erst zwei Spiele vor Schluss zugunsten des FC Blau-Weiß Feldkirch; am Ende wurde er mit zwei Punkten Rückstand Vizemeister, was den größten Erfolg der letzten Jahrzehnte darstellte.

### Saison 1999/2000
| Rang | Verein        | Sp | S  | U | N | Tore  | TD | P  |
| ---- | ------------- | -- | -- | - | - | ----- | -- | -- |
| 1.   | VfB Hohenems  | 26 | 15 | 8 | 3 | 71:27 | 44 | 53 |
| 2.   | Dornbirner SV | 26 | 14 | 7 | 5 | 60:32 | 28 | 49 |
| 3.   | FC Dornbirn   | 26 | 12 | 8 | 6 | 65:44 | 21 | 44 |
| 4.   | FC Höchst     | 26 | 12 | 8 | 6 | 48:33 | 15 | 44 |
| …    |               |    |    |   |   |       |    |    |

Für die Saison 1999/2000 wurde weiter mit Gerhard Maier als Trainer geplant. Als Ziel wurde ein Platz unter den ersten drei Mannschaften der Vorarlbergliga genannt. Die Saisonhalbzeit nach 13 Spielen konnte mit 20 Punkten auf dem vierten Platz beendet werden. Die Distanz zum Spitzenreiter FC Schwarzach war mit sechs Punkten noch nicht allzu groß. Dank vier klarer Siege in den letzten vier Saisonspielen stand zu Saisonende wie im Vorjahr der zweite Tabellenplatz zu Buche. Erfreulich war vor allem das Frühjahr, das ohne Niederlage mit acht Siegen und fünf Remis bei einem Torverhältnis von 35:10 abgeschlossen werden konnte. Mit fünf Punkten vor dem Drittplatzierten FC Dornbirn und elf Punkten vor dem SC Hatlerdorf konnte außerdem die interne Dornbirn-Meisterschaft erneut gewonnen werden.

### Saison 2000/01 bis Saison 2007/08
Nachdem der DSV in den folgenden Jahren in der Vorarlbergliga zunehmend an Boden verloren hatte, stieg er im neuen Jahrtausend tatsächlich in die Vorarlberger Landesliga, der fünfthöchsten Liga Österreichs, ab. Nach einigen Trainerwechseln wurde der Verein ab 2005 von Mario Oprsal trainiert.

### Saison 2008/2009
| Rang | Verein        | Sp | S  | U | N | Tore  | TD | P  |
| ---- | ------------- | -- | -- | - | - | ----- | -- | -- |
| 1.   | Dornbirner SV | 26 | 15 | 4 | 7 | 61:39 | 22 | 49 |
| 2.   | SK Meiningen  | 26 | 14 | 6 | 6 | 52:28 | 24 | 48 |
| 3.   | FC A′schwende | 26 | 14 | 6 | 6 | 46:27 | 19 | 48 |
| 4.   | SV Lochau     | 26 | 14 | 5 | 7 | 58:43 | 15 | 47 |
| …    |               |    |    |   |   |       |    |    |

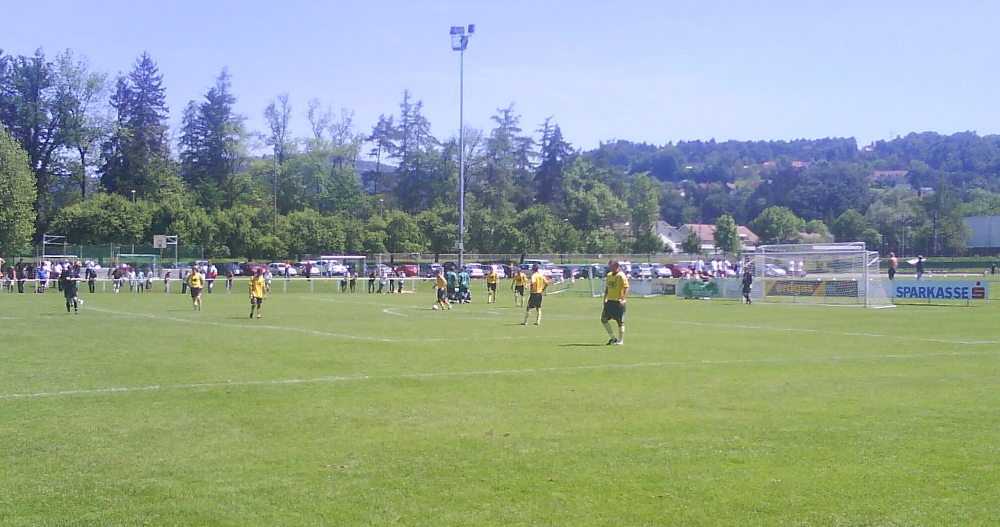
Stadtderby Dornbirner Sportverein gegen SC Hatlerdorf vom 17. Mai 2009 am Haselstauder Sportplatz

Saisonziel war – wie in den vorangegangenen Jahren – der Aufstieg in die Vorarlbergliga. Dazu hätte man Meister oder Vizemeister unter den 14 teilnehmenden Mannschaften werden müssen.
Zur Saisonhalbzeit nach 13 Spielen wurden 21 Punkte verbucht, was eine Position im Tabellenmittelfeld bedeutete. Dank einer herausragenden Rückrunde konnte dann der erste Meistertitel im Jahrzehnt und der Wiederaufstieg in die höchste Liga Vorarlbergs gefeiert werden.

### Saison 2009/10
Nach dem Saisonende hatte Mario Oprsal den Trainerposten an Günter Riedesser übergeben. Dieser zog nach einem schwachen Saisonstart – aus sieben Spielen konnten nur zwei Punkte gewonnen werden – die Konsequenzen und übergab den Posten an Spielertrainer Michael Gsteu. Die Hinrunde konnte mit neun Punkten auf dem zwölften Tabellenplatz abgeschlossen werden. Erst am letzten Spieltag gelang ganz knapp der Klassenerhalt; da statt der erwarteten vier doch nur drei Mannschaften in die Landesliga absteigen mussten, reichte dem Dornbirner Sportverein am Ende ein elfter Platz.

## Umfeld

### Rivalitäten
Seit der Gründung besteht eine gewisse Rivalität mit anderen Dornbirner Fußballvereinen. Besonders die Auseinandersetzungen mit dem traditionsreichen Fußballclub Dornbirn aus dem Bezirk Schoren stehen für ereignisreiche Spiele. Aufgrund des Leistungsunterschieds der beiden Mannschaften kommen sie jedoch selten zustande. Zu mehr Begegnungen kam es mit dem Sportclub Admira Dornbirn aus dem angrenzenden Bezirk Rohrbach und dem Sportclub Hatlerdorf. Wegen der geografischen Nähe und des besonderen Status sind die Besucherzahlen bei Dornbirner Derbys meist deutlich höher als bei Spielen gegen andere Teams.
Da der Bezirk Haselstauden als ehemalige Hofsteig-Gemeinde an Schwarzach und Wolfurt grenzt, haben auch die Begegnungen mit den Fußballclubs aus diesen Gemeinden Derbycharakter.

### Spielstätte

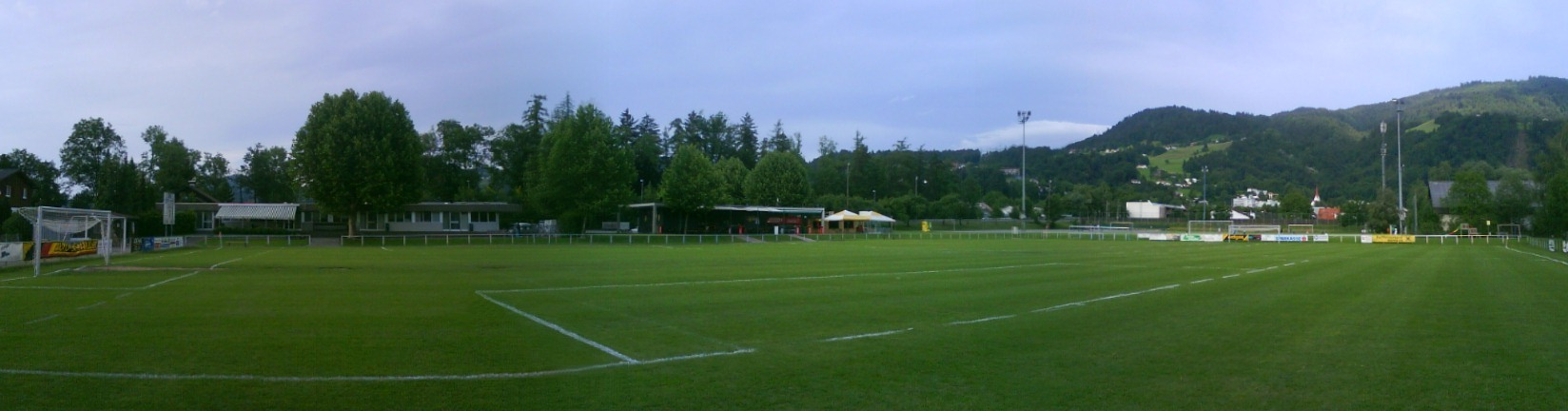
Der Sportplatz Haselstauden im Juni 2009

Der DSV spielt auf dem Sportplatz Haselstauden. Er liegt in der westlichen Hälfte Haselstaudens, direkt unterhalb des Kreuzungspunkts Bahnhaltestelle Haselstauden und Stiglbach. An ihn grenzen die Hallen des Tennisclub Haselstauden an.
Der Sportplatz wurde 1974 eröffnet. 1993 wurde ein zweiter Rasenplatz angelegt, zudem der Hartplatz erneuert und ein umzäuntes, kleineres Fußballfeld mit Tartanboden errichtet. 1998 wurde das neue Clubheim fertiggestellt. Sitzmöglichkeiten gibt es bei Spielen lediglich auf Bänken vor dem Clubheim, fest installierte Tribünen gibt es keine.
Der Sportplatz Haselstauden ist der einzige in dem Bezirk, dementsprechend ist er das sportliche Zentrum am Ort. So wird beispielsweise auch das jährliche Sportfest der Hauptschule Haselstauden auf dem Sportplatz ausgetragen. Da es jedoch keine Laufbahn oder ähnliche Einrichtungen gibt, sind die sportlichen Möglichkeiten sehr begrenzt.

### Kader und Mannschaftsangebot
Derzeit spielen etwa 180 Kinder in elf Jugendmannschaften. Das 1b-Team des DSV, in dem überwiegend jüngere Eigenbauspieler auflaufen, nimmt an der dritten Landesklasse teil.
Der Kader der ersten Kampfmannschaft rekrutiert sich in der Regel zu einem großen Teil aus Eigenbauspielern. Der weitaus kleinere Teil der Spieler hat die Fußballlaufbahn bei anderen Vereinen begonnen oder lebt außerhalb Dornbirns.

### Finanzen
Der Verein wurde 30 Jahre lang von der Firma „Rollfix“ gesponsert, 2002 übernahm der Jalousienhersteller Hella das Sponsoring. Seitdem spielt der Verein unter dem Namen „Hella Dornbirner Sportverein“. Durch eine Vielzahl weiterer Sponsoren wird der Spielbetrieb gesichert. Als weitere Einnahmequellen führt der Verein jedes Jahr eine Reihe von Veranstaltungen durch, so zum Beispiel Lotteriespiele und Konzerte.

## Statistik

Traditionelles Logo des DSV (Faksimile)

### Erfolge
- 3 × Meister 1. Klasse Unterland (1955, 1961, 1968)
- 1 × Vorarlberger Meister (1973)
- 1 × Landesliga Meister (2014/15)

### Platzierungen am Saisonende
- Vorarlbergliga 1999: 2. Platz
- Vorarlbergliga 2000: 2. Platz
- Landesliga 2007: 6. Platz
- Landesliga 2008: 9. Platz
- Landesliga 2009: 1. Platz
- Landesliga 2014: 3. Platz
- Landesliga 2015: 1. Platz
- Vorarlbergliga 2016: 2. Platz
- Vorarlbergliga 2017: 3. Platz

### Ehrungen
- Altehrenobmann: Julius Ulmer, Norbert Schwendinger
- Ehrenmitglied: Helmut Grabher
- Ehrenspielführer: Gerhard Maier

### Trainer (Auswahl)
- 1995–2003: Gerhard Maier
- 2003–2005: Heinz Fladenhofer
- 2005: Gerhard Maier
- 2005–2009: Mario Oprsal
- 2009: Günter Riedesser
- 2009–2011: Michael Gsteu
- 2011–2012: Bata Jovic
- 2012–2014: Hans-Jürgen Trittinger
- 2014–2018: Ludwig Reiner
- 2018–2019: Ali Yilmaz
- seit 2019: Sebastian Trittinger